# جوفان أوليفر
جوفان أوليفر (بالصربية: Јован Оливер)‏ هو قاضي ودبلوماسي صربي، ولد في 1310 في الإمبراطورية الصربية، وتوفي بنفس المكان في 1356.